# Бобина

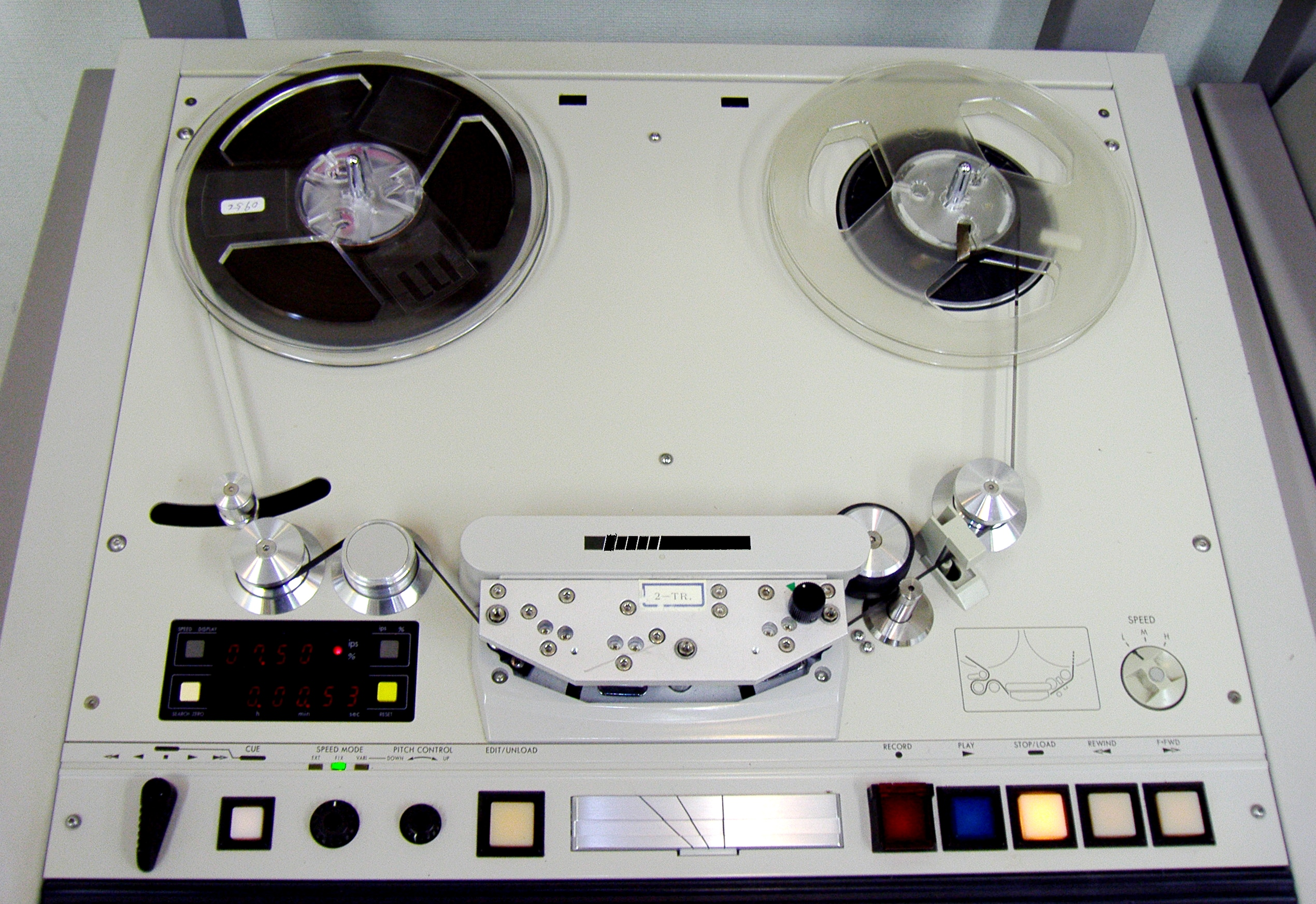
Студийный магнитофон Otari MTR-10-2-C. Магнитофонная лента намотана на катушки (бобины)

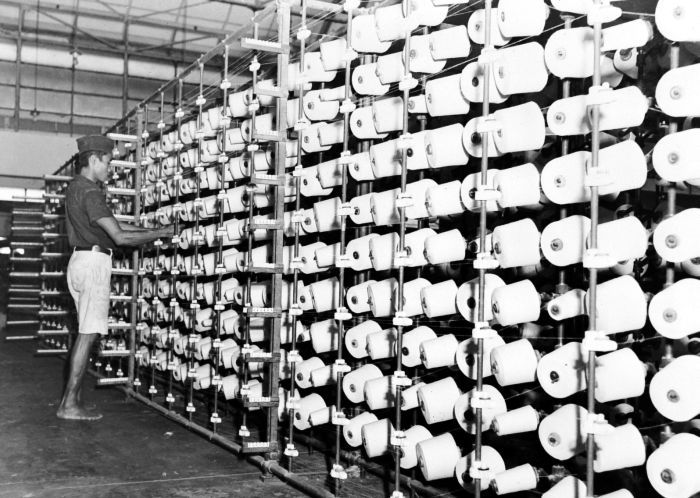
Бобины с нитками в ткацком производстве

Боби́на (от фр. bobine — катушка) — катушка, на которую наматывается гибкий материал — киноплёнка, магнитная лента, верёвка, проволока, кабель, лента (хотя для последней есть более точный термин рулон) и т. п.
Наиболее известные бытовые употребления слова «бобина» связаны с катушкой зажигания в автомобильной технике и с бобинными (катушечными) магнитофонами, видеомагнитофонами, кинокамерами и кинопроекторами. Стандартный термин применительно к магнитофонам — «катушка», до распространения компакт-кассет катушки назывались также кассетами
Также употребляется как обозначение правильно (последовательно) намотанного, жёсткого мотка верёвки, кабеля, провода — как с сердечником, так и без.
В технике боби́нная заря́дка — способ хранения носителя информации (гибкого чувствительного материала), при котором он намотан на бобину, и происходит перемотка с этой (подающей) бобины на другую (приёмную). Нередко употребляется как антоним кассетной зарядке. До сих пор (2023 год) используется в кинотехнике и в монтажной и реставрационной работе с архивными носителями информации.

## Виды бобин

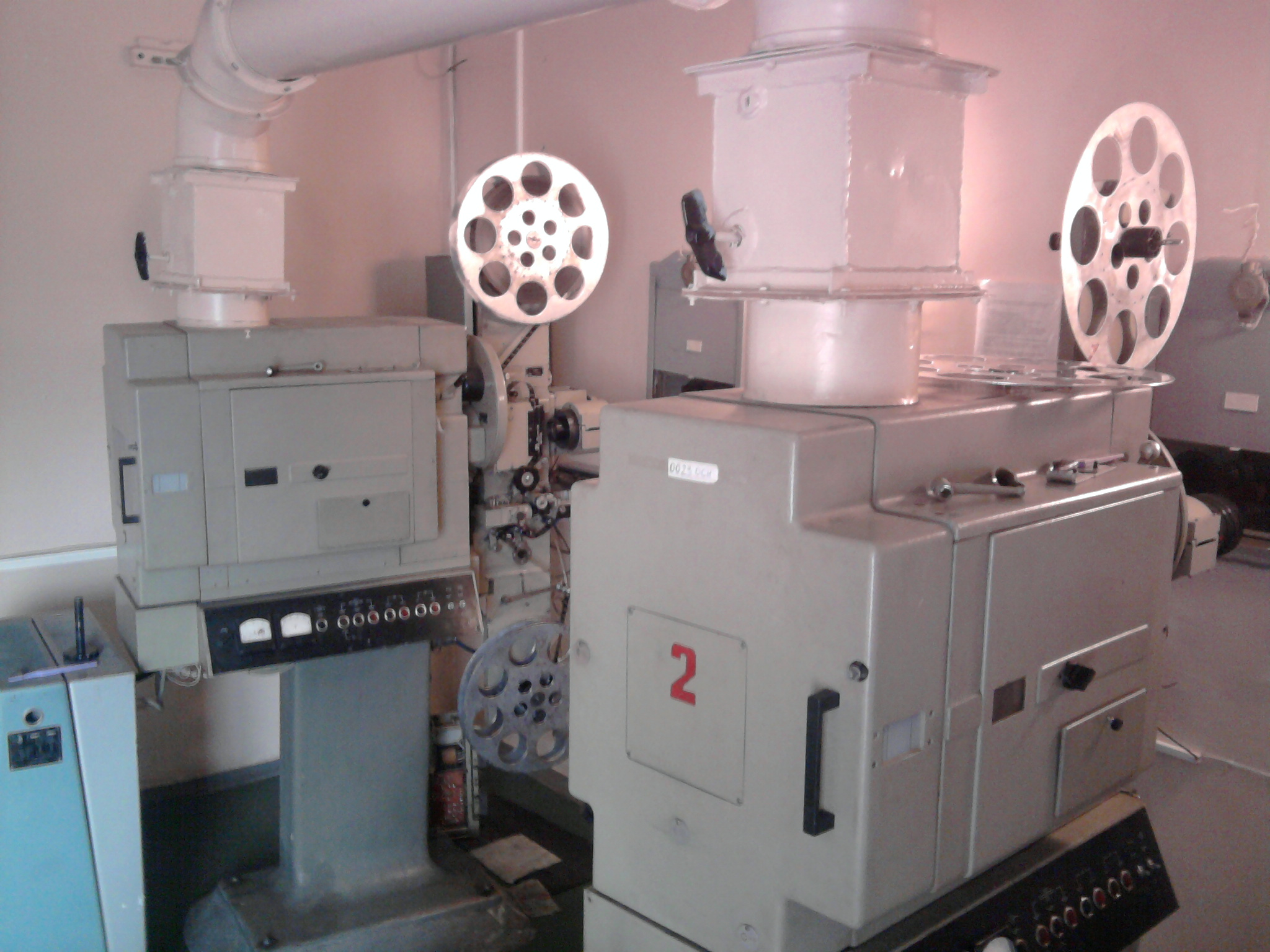
Кинопроекторы 23КПК-2 с установленными на них бобинами

Классификация по признаку подачи ленты:
- Подающая бобина — катушка, с которой сматывается материал или лента
- Приёмная бобина — катушка, на которую наматывается материал или лента.
- Бесконечная бобина — катушка с магнитной лентой, устроенная так, что лента выматывается из её центра, проходит звуковоспроизводящий тракт и наматывается обратно на периферийную сторону рулона. Обычно содержит небольшое количество ленты и отличается тем, что рулон наматывается «рыхло», витки проскальзывают друг относительно друга. Использовалась в телефонных автоинформаторах, например, в кинотеатрах в СССР начитывался недельный репертуар и расписание сеансов.

Классификация по форме сердечника:
- цилиндрические
- плоские (солнечные) — (разновидность цилиндрической с небольшой высотой намотки при сравнительно большом диаметре)
- конические
- биконические — конусообразный патрон с образующими в виде усеченного конуса, оба торца бобины также имеют конусообразную форму
- вариоконические — особую форму конической бобины крестовой намотки, у которых угол наклона патрона и намотки неодинаковый

Классификация по строению катушки:
- Односторонняя бобина — имеет сердечник (часто называется бобышкой) и нижнюю щёчку. Используется на монтажных столах.
- Разборная бобина — имеет возможность снятия одной или обеих щёчек.
- Бобина провода, катушка провода — чаще бескаркасная, или предназначенная для помещения в броневой сердечник катушка с двумя и более выводами.

## Некоторые специальные значения

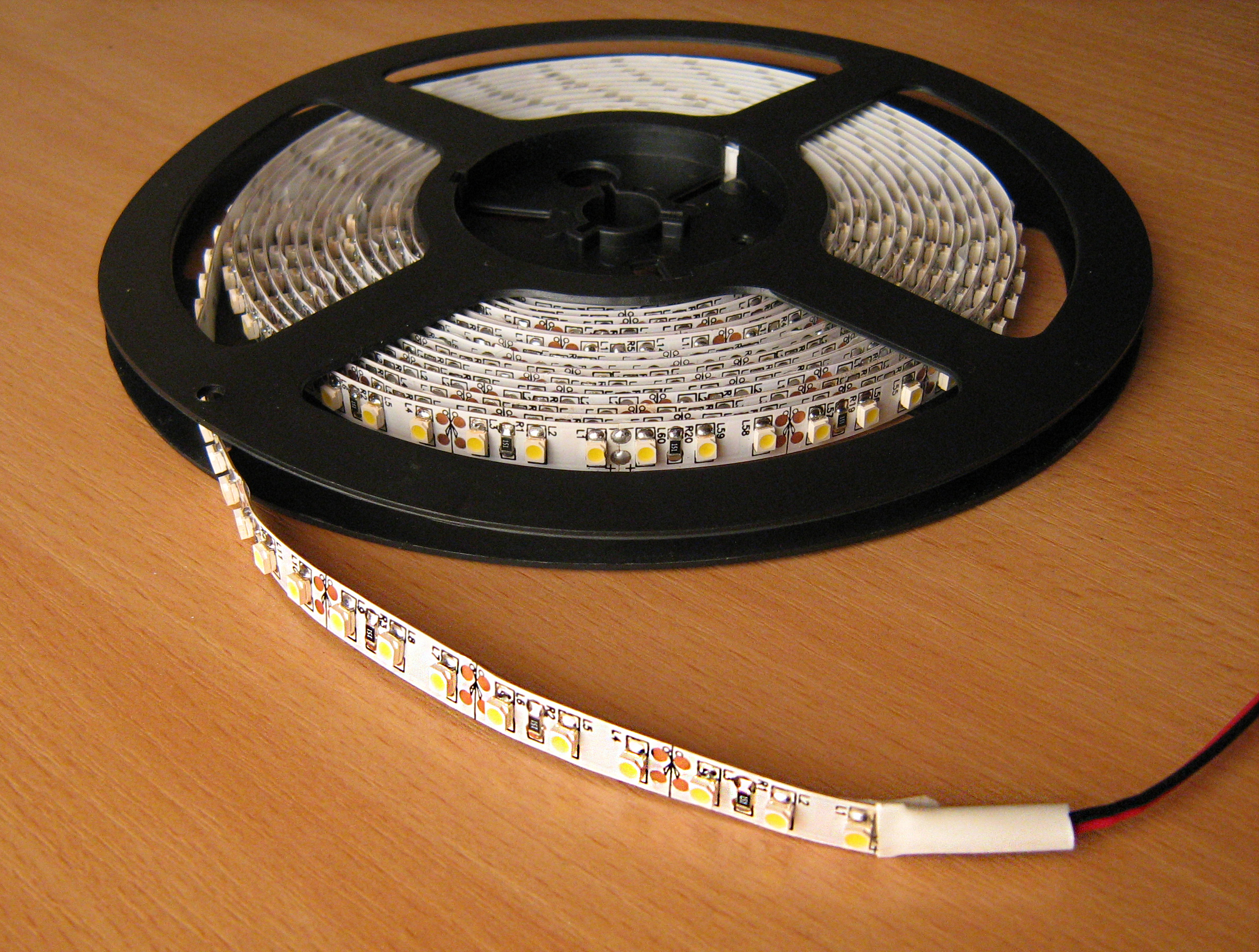
Бобина со светодиодной лентой

- Бобина в текстильном производстве — вид паковки ниток, тесьмы.
- Бобина в системах зажигания двигателей внутреннего сгорания — синоним катушки зажигания.